# Melekeok
Melekeok je glavni grad države Palau.
Obližnje jezero Ngardok sadrži manju populaciju krokodila.